# Ermita de la Virgen del Remedio de Utiel
La Ermita de la Virgen del Remedio de Utiel data de los siglos XVI, XVII y XVIII, construcción barroca y neoclásica.; se encuentra ubicada en plena Sierra Negrete, a unos diez kilómetros al norte de Utiel, y a una altitud de 1090 metros en medio de un entorno de gran valor ecológico. Comenzó a levantarse a expensas del municipio en el año 1565. Ha experimentado diversas reformas y ampliaciones,la más importante sin duda la llevada a cabo durante el siglo XVII en estilo barroco. De singular belleza son los porches abiertos al sur levantados en el siglo XVIII sobre arcos de ladrillo.El santuario ha sido objeto de varias restauraciones y ampliaciones, principalmente en las tres últimas décadas, siendo por sus valores”

## Historia

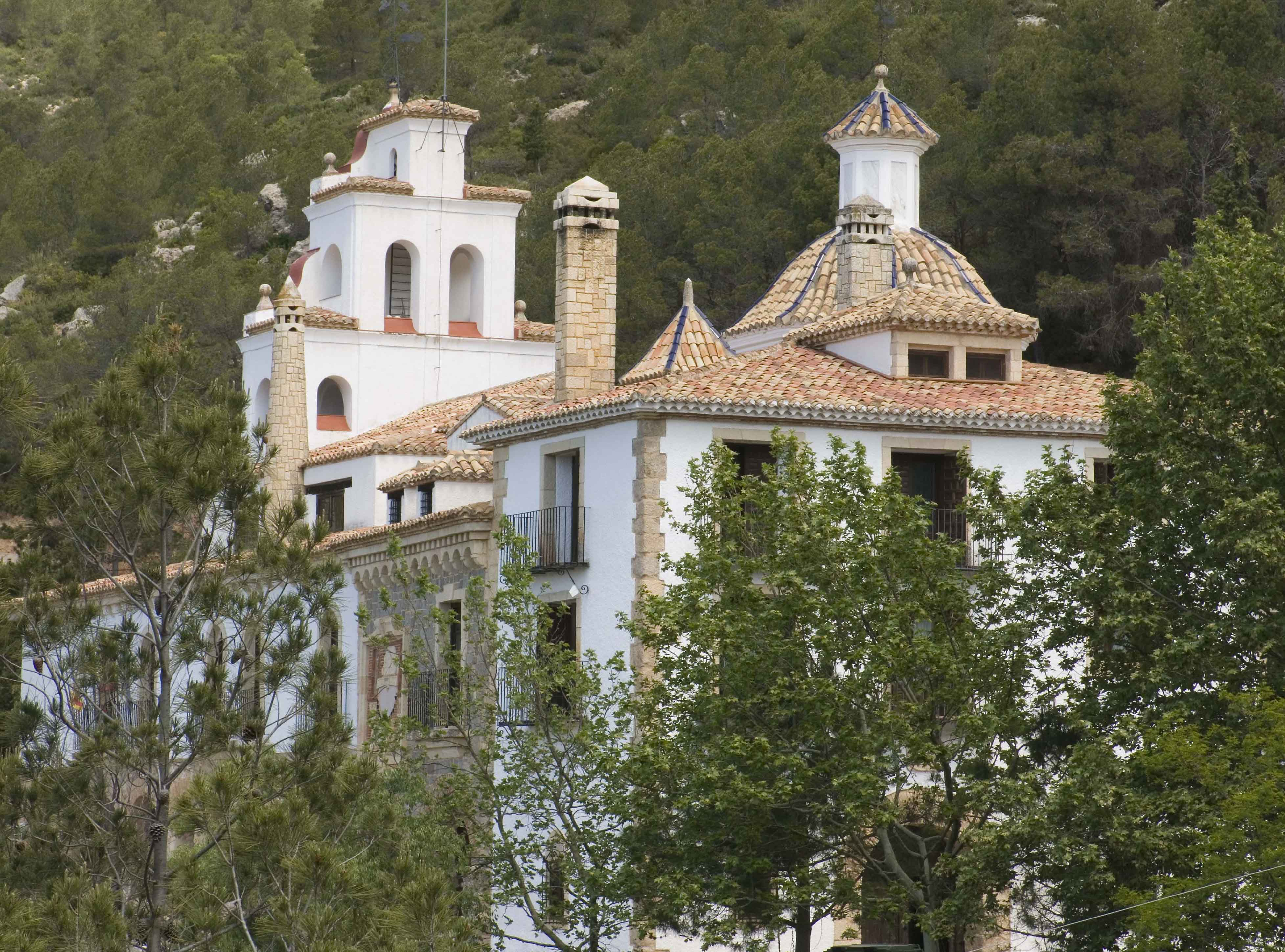

En la ermita se halla la presencia de la Virgen del Remedio, quien ostenta uno de los mantos confeccionados por devotas bajo la supervisión del mayordomo, designado por la máxima autoridad en el culto a la patrona, es decir, el alcalde. A esta se le atribuyen una serie de capacidades incluido de traer lluvia a Utiel para erradicar una epidemia de peste que afectaba a la población. Una pintura imponente en las paredes del camarín ilustra la ofrenda de los utielanos a su protectora  
Esta Virgen del Remedio también conlleva la intrahistoria de su descubrimiento en la playa de Cullera. Juan de Argés, un ermitaño, la halló tras un conflicto en la ciudad y la transportó de regreso a Utiel. Curiosamente, unos pastores habían encontrado previamente la Virgen del Castillo de Cullera en la Sierra de Negrete, donde la ocultaron debido a la guerra. Este reencuentro ha fortalecido los lazos entre Cullera y Utiel, creando un vínculo histórico en la devoción de ambas ciudades.
El Remedio exhibe la colección más extensa de exvotos de la Comunidad, que abarca desde las primeras pinturas realizadas por vecinos de la comarca en el siglo XVII, expresando gratitud por la curación de enfermedades, hasta creaciones más contemporáneas con representaciones de aviones y automóviles en los lienzos. Entre las piezas más notables se encuentra uno de los primeros documentos taurinos conservados, donde se atribuye a la Virgen la protección de los utielanos tras el derrumbe de un graderío en la plaza de toros.
El subsuelo de la ermita alberga la reliquia más destacada: la momia de Juan de Argés, descubierta en un estado de conservación óptimo durante una de las intervenciones en el templo. El ermitaño descansa en su cripta, resguardada del calor veraniego. Aunque la permanencia en el eterno aposento del peregrino podría ser tentadora, la inquietante sensación de reposar en la morada de la momia disuade tal prolongación.

## Fiesta
El 6 de septiembre se conmemora el "Día del Recibimiento", durante el cual tiene lugar la procesión de la Patrona de Utiel desde el Santuario hasta su entrada triunfal en la ciudad a las 21:00 horas. Portada a hombros por los Mayordomos, esta jornada reviste un carácter "especial" para los habitantes de Utiel y sus alrededores, quienes se congregan en la "Mesilla", un punto de encuentro común para aguardar la llegada de la Serranilla y recibirla entre efusivos vivas y aplausos.
A las 18:30 horas exactas, la Virgen "sale de su ermita", transportada por sus Mayordomos hasta llegar a "la Cruz Gorda", donde el rito de volver a la Virgen hacia el Santuario simboliza "un adiós, una despedida, un hasta el último domingo de octubre cuando regresará". Centenares de individuos se turnarán para llevar a la Virgen hasta Utiel, culminando su llegada a la Mesilla a las 21:00 horas, donde será recibida por una multitud entre estruendosos vivas y aplausos. Presentes en este recibimiento estarán la Junta Directiva de la Real Cofradía, Camareras, Mayordomos y Mayordomas, Autoridades, Reina de la Feria y Fiestas y sus Damas, el Clero al completo y la Unión Musical Utielana.
Durante el recorrido por las calles impregnadas del aroma del espliego, que abarca la tradicional Avenida Marín Lázaro, la Calle del Remedio, la Puerta de las Eras, y la calle Santa María, se experimenta una emotiva escena con las calles y plazas repletas de espectadores que expresan su emoción entre vivas, aplausos y peticiones.